# Days of Open Hand
Days of Open Hand — третий студийный альбом американской фолк-певицы Сюзанны Веги, выпущенный в апреле 1990 года. В 1991 году диск получил премию Грэмми в категории Grammy Award for Best Recording Package и получил положительные отзывы музыкальной критики в США.

## Список композиций
Все песни написаны Suzanne Vega, кроме специально указанных. 
1. "Tired of Sleeping" – 4:22
2. "Men in a War" – 4:47
3. "Rusted Pipe" (Vega, Anton Sanko) – 4:16
4. "Book of Dreams" (Vega, A. Sanko) – 3:22
5. "Institution Green" (Vega, A. Sanko) – 6:15
6. "Those Whole Girls (Run in Grace)" – 3:09
7. "Room off the Street" (Vega, A. Sanko) – 3:00
8. "Big Space" (Vega, A. Sanko) – 3:46
9. "Predictions" – 4:59
10. "Fifty-Fifty Chance"– 2:36
11. "Pilgrimage" (Vega, A. Sanko) – 5:10

## Участники записи
- Сюзанна Вега — вокал, акустическая гитара

## Чарты

### Альбом
| Год  | Чарт                     | Высшая позиция |
| ---- | ------------------------ | -------------- |
| 1990 | Australian albums chart  | 74             |
| 1990 | German albums chart      | 16             |
| 1990 | New Zealand albums chart | 24             |
| 1990 | Norwegian albums chart   | 2              |
| 1990 | UK Albums Chart          | 7              |
| 1990 | The Billboard 200        | 50             |

### Синглы
| Год  | Сингл            | Чарт                         | Высшая позиция |
| ---- | ---------------- | ---------------------------- | -------------- |
| 1990 | "Book of Dreams" | Billboard Modern Rock Tracks | 8              |
| 1990 | "Book of Dreams" | UK Singles Chart             | 66             |